# Breia
Breia je italská obec v provincii Vercelli v oblasti Piemont.
K 31. prosinci 2011 zde žilo 175 obyvatel.

## Sousední obce
Borgosesia, Cellio, Madonna del Sasso (VB), Quarona, Varallo